# 洛雷娜·贝尼特斯
弗拉维娅·洛雷娜·贝尼特斯（西班牙語：Flavia Lorena Benítez；1998年12月3日—），阿根廷女子足球运动员，司职中场，目前效力于博卡青年竞技俱乐部和阿根廷国家女子足球队。她曾代表阿根廷参加2023年国际足联女子世界杯。